# Kleinblütige Segge
Die Kleinblütige Segge (Carex parviflora), auch Kleine Trauer-Segge genannt, ist eine Pflanzenart aus der Gattung Seggen (Carex) innerhalb der Familie Sauergrasgewächse (Cyperaceae). Ihr Verbreitungsgebiet ist auf Europa beschränkt.

## Beschreibung

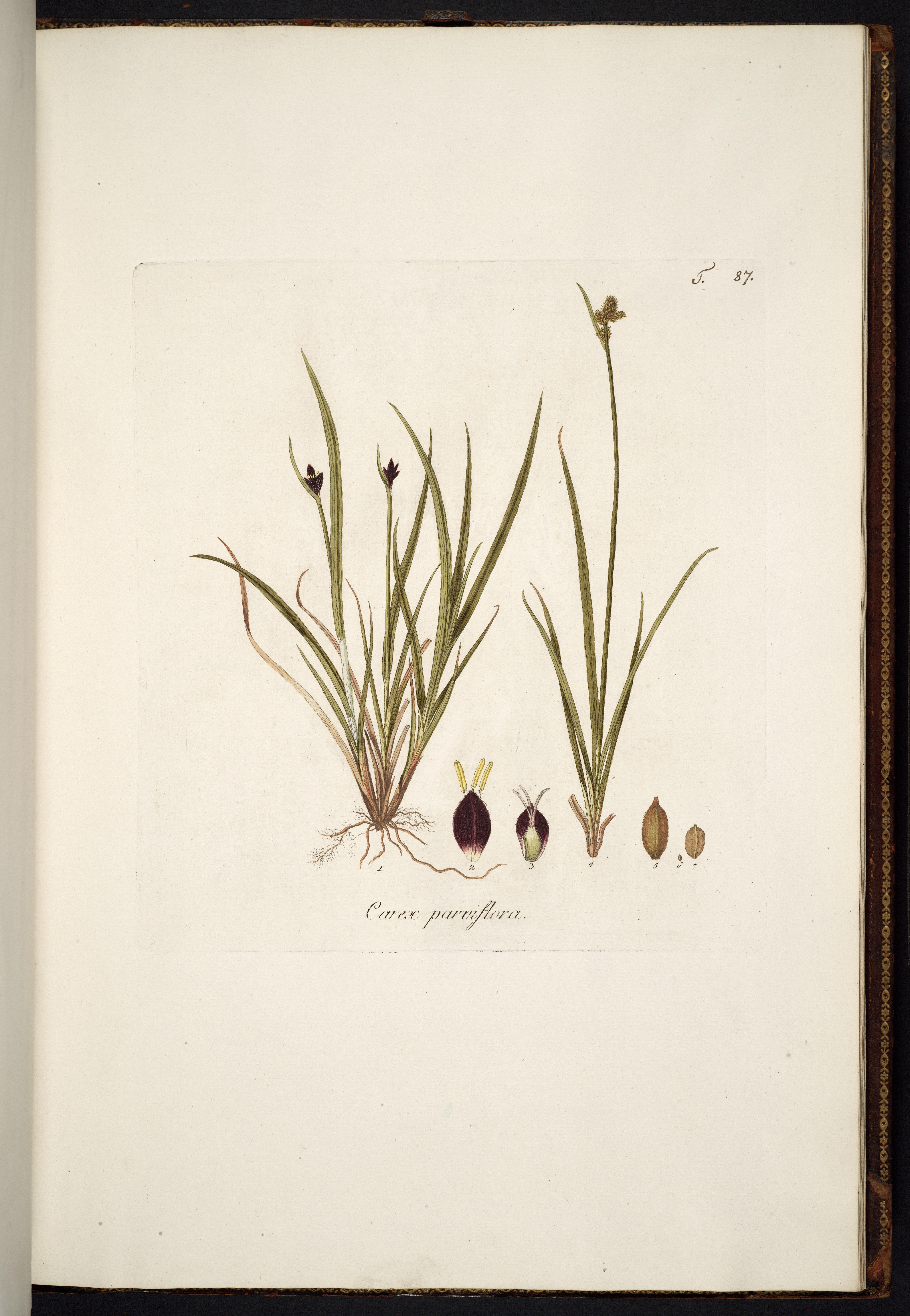
Illustration aus Host: Icones et Descriptiones Graminum Austriacorum

### Vegetative Merkmale
Die Kleinblütige Segge ist eine ausdauernde krautige Pflanze. Sie wächst horstförmig oder mit kurzen Ausläufern. Die steif aufrechten Stängel sind glatt, 10 bis 20 Zentimeter hoch und dreikantig. Die Laubblätter sind 2 bis 4 Millimeter breit und teilweise länger als der Stängel. Die grundständigen Blattscheiden sind gelbbraun bis dunkelbraun und oft von schwach zerfaserten Blattscheiden umgeben.

### Generative Merkmale
Die Blütezeit reicht von Juli bis August. Die Kleinblütige Segge ist eine gleichährige Segge; die Form und Farbe aller Ährchen ist ähnlich. Die sitzenden oder nur kurz gestielten Ährchen stehen kopfig zusammengezogen zu zweit bis viert und sind bei einer Länge von 5 bis 8, selten bis zu 10 Millimetern eiförmig. Das endständige Ährchen ist am oberen Ende weiblich, am Grund (teilweise bis zur Spitze) männlich. Die seitenständigen Ährchen sind alle weiblich. Die Tragblätter sind schwarz-braun und haben einen helleren Mittelstreifen; sie sind wenig kürzer als die Früchte. Der Griffel trägt drei Narben.
Die braun-schwarze, kahle, höchstens raue Frucht ist 3 bis 4 Millimeter lang, ohne Adern, etwas abgeflacht und verschmälert sich plötzlich in den sehr kurz zweizähnigen Schnabel.
Die Chromosomenzahl beträgt 2n = 54.

## Vorkommen
Die Kleinblütige Segge ist ein submeridional-alpines bis boreal-alpines Florenelement. Sie ist in Europa von West- über Mittel- bis Südeuropa und den Balkan verbreitet. Es gibt Vorkommen in den Ländern Spanien, Frankreich, Italien, Schweiz, Österreich, Deutschland, Polen, Slowenien, Slowakei, Rumänien, Bulgarien, Albanien, Montenegro und Nordmazedonien.
Sie wächst in steinigen Matten und Geröll in den Alpen in der subalpinen bis alpinen Höhenstufe in Höhenlagen von 2300 bis 3000 Metern. In den Allgäuer Alpen kommt sie nur in Höhenlagen oberhalb 1700 Metern vor. In Graubünden erreicht sie am Piz Ot eine Höhenlage von 3200 Meter, im Kanton Wallis am Gornergrat 3115 Meter. Sie gedeiht auf schneefeuchten, meist kalkhaltigen, neutralen bis mild-humosen, meist feinschuttreichen Lehm- und Tonböden. Sie ist pflanzensoziologisch eine Charakterart des Verbands Arabidion caeruleae.
Die ökologischen Zeigerwerte nach Landolt et al. 2010 sind in der Schweiz: Feuchtezahl F = 3+ (feucht), Lichtzahl L = 5 (sehr hell), Reaktionszahl R = 5 (basisch), Temperaturzahl T = 1 (alpin und nival), Nährstoffzahl N = 2 (nährstoffarm), Kontinentalitätszahl K = 3 (subozeanisch bis subkontinental).

## Taxonomie
Die Erstveröffentlichung von Carex parviflora erfolgte 1801 durch Nicolaus Thomas Host in Icones et Descriptiones Graminum Austriacorum, Band 1, S. 64, Tafel 87. Synonyme für Carex parviflora Host sind: Carex atrata var. parviflora (Host) Beck, Carex nigra All. nom. illeg. non (L.) Reichard, Carex binata Poir.